# Кейт-Фальконер, Энтони Адриан, 7-й граф Кинтор
Энтони Кейт-Фальконер, 7-й граф Кинтор, 9-й лорд Фальконер из Халкертона, 7-й лорд Кейт из Инверури и Кейт-Холла, вождь клана Кейт (англ. Anthony Keith-Falconer, 7th Earl of Kintore ; 20 апреля 1794 — 11 июля 1844) — шотландский аристократ.

## Ранняя жизнь и образование
Энтони Кейт-Фальконер родился 20 апреля 1794 года . Старший сын Уильяма Кейта-Фальконера, 6-го графа Кинторе (1766—1812), и Мэри Баннерман (1770—1826).
Его дедушкой и бабушкой по отцовской линии были Энтони Адриан Кейт-Фальконер, 5-й граф Кинтор (1742—1804), и Кристина Элизабет Сихтерман (дочь Яна Альберта Сихтермана из Гронингена, Нидерланды, генерального интенданта голландских поселений в Ост-Индии и директора и фискала Бенгалии). Его дедушкой и бабушкой по материнской линии были сэр Александр Баннерман, 6-й баронет (1712—1776), и Мэри Гордон (дочь сэра Джеймса Гордона из Банкори).
После обучения в школе Спаршолт в Беркшире лорд Кинтор поступил в школу Сент-Мэри-холл в Оксфорде.

## Карьера
После смерти отца 6 октября 1812 года он унаследовал титулы  7-го графа Кинтора (Пэрство Шотландии),  7-го лорда Кейта из Инверури и Кейт-Холла (Пэрство Шотландии) и 9-го лорда Фальконера из Халкерстона (Пэрство Шотландии).
5 июля 1838 года он получил титул  барона Кинтора из Кинтора в графстве Абердиншир в Пэрстве Соединенного Королевства, что дало ему и его потомкам автоматическое место в Палате лордов Великобритании.
Унаследовав Кейт-холл, семейное поместье в Абердиншире, он начал держать там гончих. Лорд Кинтор был хозяином охотничьего хозяйства Old Berkshire Hunt с 1826 по 1830 год. Его преемником на посту хозяина охотничьего хозяйства стал Генри Рейнольдс-Моретон, позже 2-й граф Дюси (основавший охотничью угодья Vale of White Horse Hunt). После чего он вернулся в Кейт-холл, где занялся фермерством «в больших масштабах».

## Личная жизнь
14 июня 1817 года он женился первым браком на Джульетте Ренни (? — 9 июля 1819), четвертой дочери Роберта Ренни, эсквайра из Барроуфилда. Первый брак был бездетным.
27 августа 1821 года лорд Кинтор женился вторым на Луизе Хокинс (? — 1 ноября 1841), дочери Хелен Демпстер Баррингтон и Фрэнсиса Хокинса, эсквайра из Барейли, Бенгалия, Индия. До того, как она развелась с ним 3 марта 1840 года, они были родителями четверых детей :
- Достопочтенный лейтенант Уильям Адриан Кейт-Фальконер, лорд Инверури (2 сентября 1822 — 17 декабря 1843), убит во время охоты, не был женат[2].
- Леди Изабелла Кэтрин Кейт-Фальконер (1824 — 8 февраля 1870), которая в 1847 году вышла замуж за Генри Гранта, эсквайра из Конгалтона[2].
- Фрэнсис Александр Кейт-Фальконер, 8-й граф Кинтор (7 июня 1828 — 18 июля 1880), майор 4-го драгунского полка, который в 1851 году женился на своей кузине Луизе Мадлен Хокинс, второй дочери своего дяди по материнской линии Фрэнсиса Хокинса[2].
- Майор Достопочтенный Чарльз Джеймс Кейт-Фальконер (1 июля 1832 — 7 января 1889), комиссар Налогового управления с 1874 по 1889 год, который в 1857 году женился на Кэролайн Диане Олдридж, третьей дочери Роберта Олдриджа из Сент-Леонардс-Фореста[2].

Через месяц после развода в 1840 году графиня Кинтор вышла замуж за доктора Б. Норта Арнольда, сына преподобного К. Арнольда, 2 апреля 1840 года, но умерла полтора года спустя, 1 ноября 1841 года. Лорд Кинтор также был отцом нескольких внебрачных детей от своей любовницы Изабеллы Смит:
- Мэри Кейт (род. 1832), в 1851 году она вышла замуж за Джеймса Форбса-Лейта (1828—1875), сына подполковника Джеймса-Джона Форбса-Лейта из Уайтхо и Вильямины Хелен Стюарт (позже жены Шарля-Луи-Анри-Жозефа Ле Массона, графа де Рансе)[6][7].
- Энтони Адриан Кейт (1835—1903), женившийся на Ханне Бендл (1839—1906)[5].
- Джорджина Кейт (1840—1897), в 1863 году она вышла замуж за Джеймса Кумина Бернетта (1834—1905), потомка Джеймса Бернетта, лорда Монбоддо[8].

Лорд Кинтор, который больше не женился, скончался 11 июля 1844 года. Его титулы и поместья унаследовал его второй сын, Фрэнсис Кейт-Фальконер.